# Xenylla brevicauda
Xenylla brevicauda är en urinsektsart som beskrevs av Tycho Fredrik Hugo Tullberg 1869. Xenylla brevicauda ingår i släktet Xenylla och familjen Hypogastruridae. Arten är reproducerande i Sverige. Inga underarter finns listade i Catalogue of Life.